# حفظ اللعبة

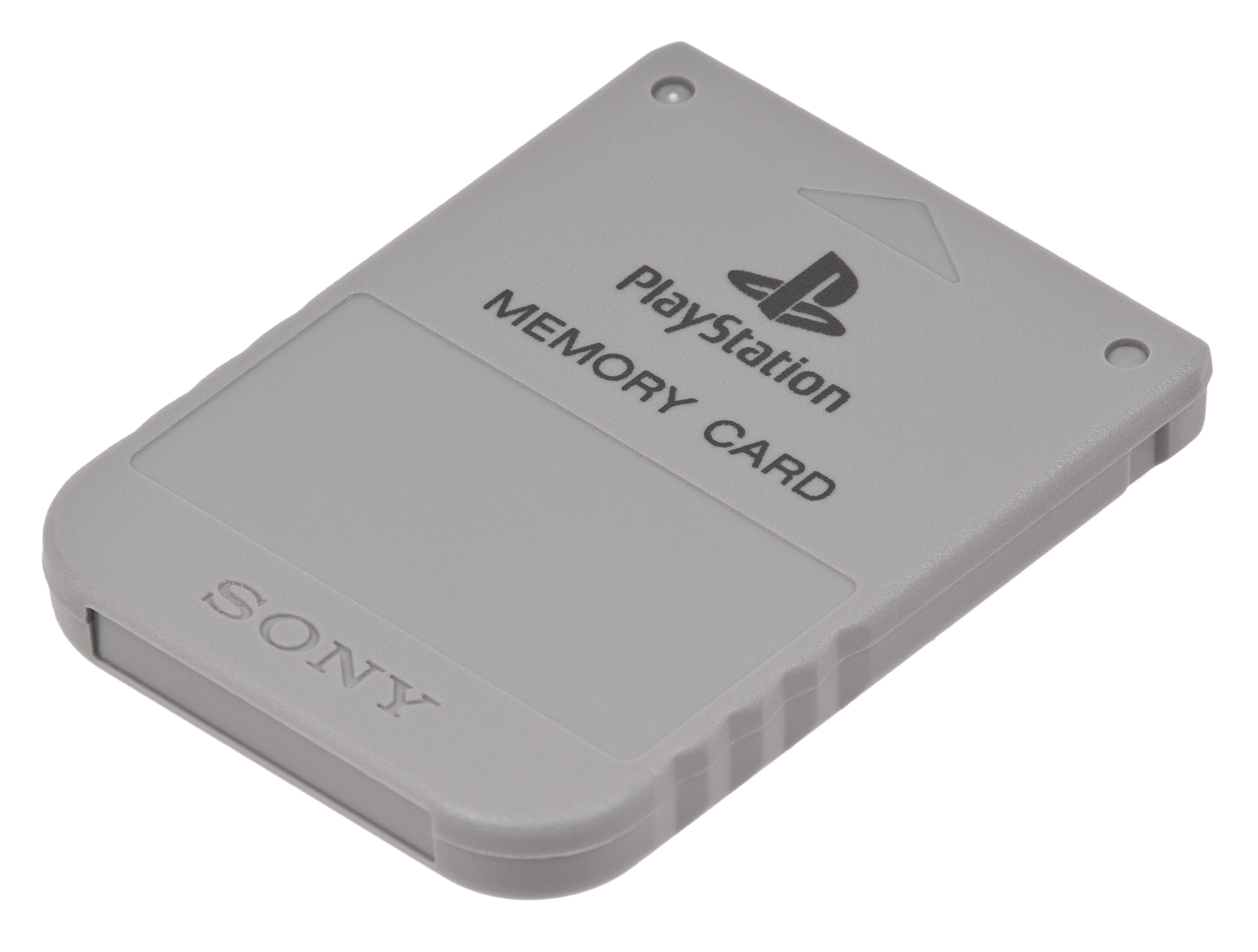
بطاقات الذاكرة الإلكترونية تم استخدامها قديما بشكل صريح لحفظ الألعاب، مثل بطاقة سوني بلاي ستيشن، كانت شائعة خلال الجيل الخامس والسادس. حاليا يتم حفظ اللعبة من خلال الاقراص الصلبة المدمجة في اجهزة الالعاب.

حفظ اللعبة (وتسمى أيضًا حفظ الحالة أو التخزين أو التخزينة أو نقطة الحفظ أو ببساطة الحفظ ) عبارة عن جزء من المعلومات المخزنة رقميًا حول تقدم اللاعب في لعبة فيديو . يسمح ملف الحفظ اعادة تشغيل اللعبة من نقطة حفظ معينة.
معظم الالعاب تمكن اللاعبين حفظ تقدمهم في اللعبة في أي وقت. يتم ذلك عادةً عن طريق الضغط على زر ايقاف اللعب أو مجموعة من الأزرار. عندما يقوم اللاعب بحفظ اللعبة، يتم إنشاء ملف بيانات يتضمن حالة اللعبة الحالية، مثل موقع اللاعب والعناصر التي يمتلكها ونقاط الخبرة التي اكتسبها. وكذلك يتم استخدامها لاختبار أشياء مختلفة في اللعبة دون الخوف من فقدان التقدم.
هناك العديد من أنواع حفظ الألعاب المحفوظة المختلفة المستخدمة في ألعاب الفيديو. بعض أنواع الألعاب المحفوظة الشائعة تشمل:
- الحفظ اليدوية: يتم إنشاء الألعاب المحفوظة اليدوية بواسطة اللاعب عن طريق الضغط على زر أو مجموعة من الأزرار.
- الحفظ التلقائي: يتم إنشاء الألعاب المحفوظة التلقائية بواسطة اللعبة نفسها في نقاط محددة.
- حفظ الألعاب عن طريق السحابة: يتم تخزين الألعاب المحفوظة السحابية على خادم بعيد يمكن الوصول إليه من أي جهاز.[1]